# Marathon de Québec
Le Marathon de Québec est un marathon annuel ayant lieu à Québec. Commandité sous le nom de Marathon « Beneva », il est la principale épreuve du circuit régional Je cours Québec, lequel inclut le Demi-marathon de Lévis. Attirant environ quinze mille coureurs, l'événement existe depuis 1998. Le temps limite de l’événement du marathon est de 6 heures.

## Histoire

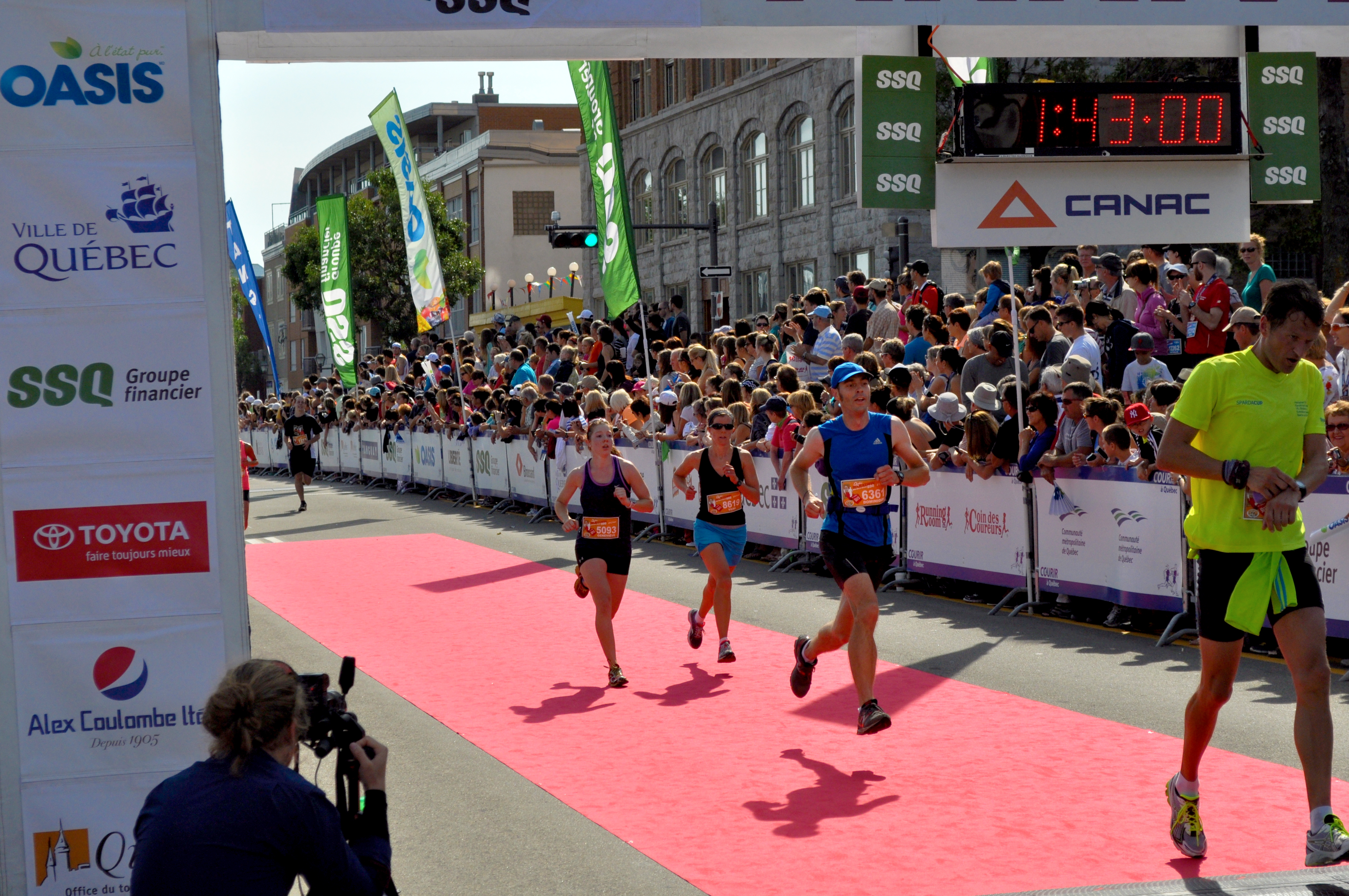
Ligne d'arrivée en 2013.

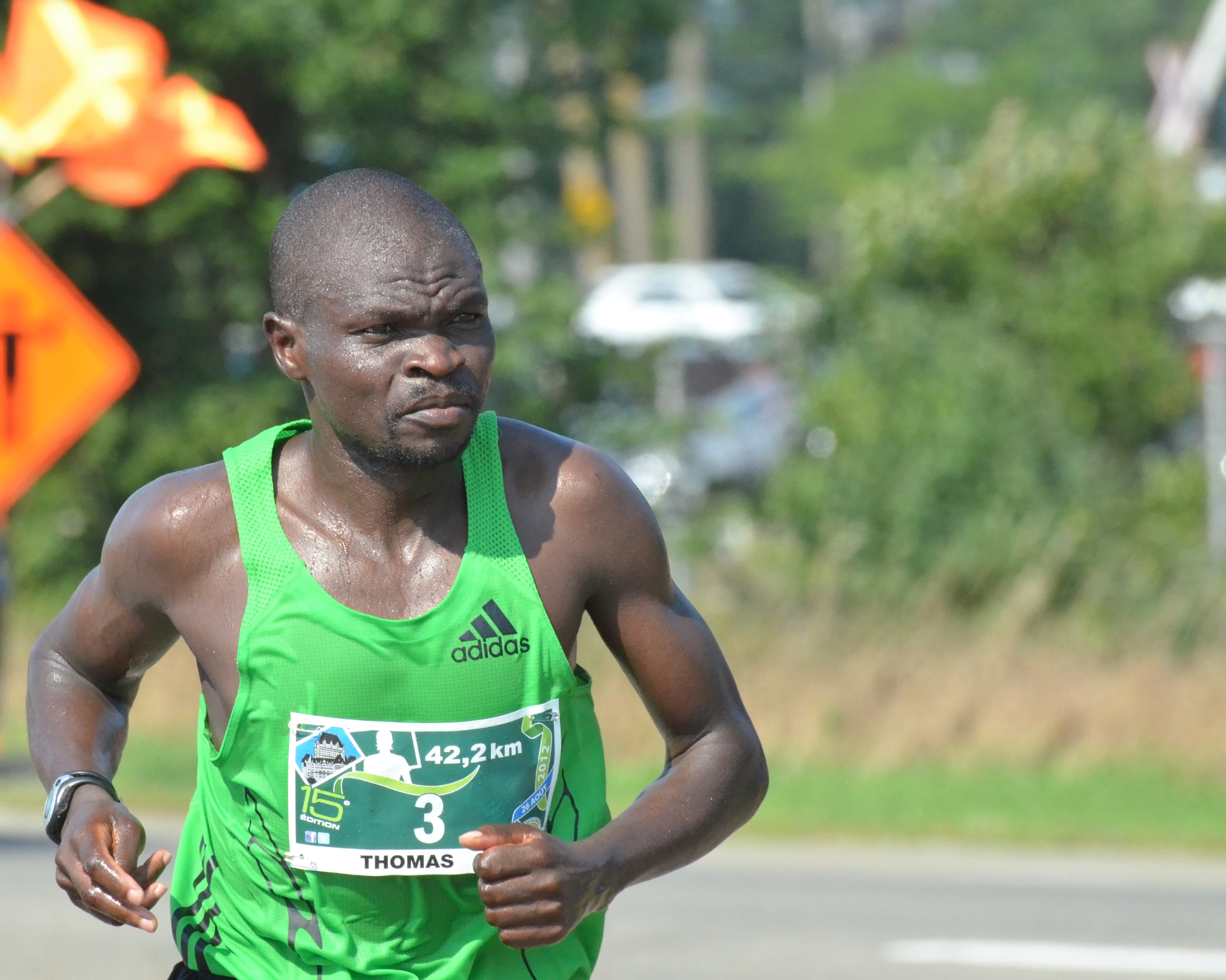
Thomas Omwenga, vainqueur de l'édition 2012 du Marathon.

La première édition du Marathon se déroule le 30 août 1998, entre les villes de Lévis et Québec. Elle attire deux mille coureurs. Alors baptisé « Marathon des Deux Rives Fido », le tracé permet de longer les rives sud et nord du fleuve Saint-Laurent avec une traversée sur le pont de Québec. Le premier commanditaire qui a cru au projet de Denis Therrien est l’entreprise de télécommunications Microcell-Fido.SSQ Groupe financier commandite l'événement à partir de sa dixième édition. Jusqu'au 21 décembre 2015, l’événement est organisé par son fondateur Denis Therrien. L'entreprise événementielle Gestev est actuellement propriétaire du circuit. Le Marathon de Québec donne des dossards gratuits aux athlètes ayant réalisé les minima. Les coureurs respectant les minima auront droit à une inscription gratuite, un accès à la première ligne au départ et un dossard personnalisé.
À partir de 2018, le Marathon se déroule uniquement à Québec. Le nouveau trajet comporte une partie en basse-ville (dans les environs de la rivière Saint-Charles) puis, après l'ascension de la côte de la Montagne, une autre partie en haute-ville entre le Vieux-Québec et Sillery. Depuis ce changement, le marathon de Québec se classe comme un des plus difficiles, des côtes et des virages seront faire apprécier les amateurs de ce type de marathon.  Le Marathon de Québec traverse huit quartiers de Québec et vous fera sans doute découvrir les plus beaux attraits de la ville.
Il est une référence pour la course à pied au Québec. Son programme inclut aussi un demi-marathon, un 10 kilomètres, un 5 kilomètres et un 2 kilomètres.

## Bourses des vainqueurs
Les bourses sont divisées ainsi (2 000, 1 000 et 500 $) pour les premiers du marathons tant chez les hommes que chez les femmes, (1 000, 500, 250 $) pour le semi-marathon (500, 250 et 125 $) pour le 10 kilomètres et finalement pour le 5 kilomètres, (250, 125 et 75 $).

## Palmarès
- Record de temps

### Marathon
| Édition | Date | Vainqueur (homme)                                        | Pays                                                     | Temps                                                    | Vainqueur (femme)                                        | Pays                                                     | Temps                                                    |
| ------- | ---- | -------------------------------------------------------- | -------------------------------------------------------- | -------------------------------------------------------- | -------------------------------------------------------- | -------------------------------------------------------- | -------------------------------------------------------- |
| 1er     | 1998 | Mario Cormier                                            | Canada                                                   | 2 h 27 min 30 s                                          | Veronique Vandersmissen                                  | Canada                                                   | 2 h 44 min 52 s                                          |
| 2e      | 1999 | Miguel Sanchez                                           | France                                                   | 2 h 29 min 54 s                                          | Veronique Vandersmissen                                  | Canada                                                   | 2 h 39 min 03 s                                          |
| 3e      | 2000 | Joseph Maina                                             | Kenya                                                    | 2 h 26 min 49 s                                          | Louise Voghel                                            | Canada                                                   | 2 h 57 min 00 s                                          |
| 4e      | 2001 | Joseph Maina                                             | Kenya                                                    | 2 h 23 min 05 s                                          | Veronique Vandersmissen                                  | Canada                                                   | 2 h 43 min 16 s                                          |
| 5e      | 2002 | Jean-Paul Niyonsaba                                      | Burundi                                                  | 2 h 34 min 56 s                                          | Lourdes Cruz                                             | Porto Rico                                               | 2 h 56 min 54 s                                          |
| 6e      | 2003 | Shingirai Badza                                          | Zimbabwe                                                 | 2 h 33 min 04 s                                          | Barbara McManus                                          | États-Unis                                               | 2 h 51 min 51 s                                          |
| 7e      | 2004 | Moses Cheserek                                           | Kenya                                                    | 2 h 28 min 34 s                                          | Louise Voghel                                            | Canada                                                   | 3 h 02 min 50 s                                          |
| 8e      | 2005 | Richard Tessier                                          | Canada                                                   | 2 h 29 min 40 s                                          | Nathalie Goyer                                           | Canada                                                   | 2 h 59 min 07 s                                          |
| 9e      | 2006 | Fethi Oukid                                              | Algérie                                                  | 2 h 30 min 31 s                                          | Nathalie Goyer                                           | Canada                                                   | 3 h 01 min 13 s                                          |
| 10e     | 2007 | Amor Dehbi                                               | Algérie                                                  | 2 h 24 min 07 s                                          | Nathalie Goyer                                           | Canada                                                   | 2 h 55 min 38 s                                          |
| 11e     | 2008 | Michael Njordge                                          | Kenya                                                    | 2 h 23 min 46 s                                          | Suzanne Munger                                           | Canada                                                   | 3 h 10 min 07 s                                          |
| 12e     | 2009 | David Savard-Gagnon                                      | Canada                                                   | 2 h 27 min 08 s                                          | Andrée Paquet                                            | Canada                                                   | 2 h 55 min 02 s                                          |
| 13e     | 2010 | Louis-Philippe Garnier                                   | Canada                                                   | 2 h 39 min 29 s                                          | Nathalie Goyer                                           | Canada                                                   | 2 h 57 min 42 s                                          |
| 14e     | 2011 | Épreuve du marathon annulée en raison de l'ouragan Irene | Épreuve du marathon annulée en raison de l'ouragan Irene | Épreuve du marathon annulée en raison de l'ouragan Irene | Épreuve du marathon annulée en raison de l'ouragan Irene | Épreuve du marathon annulée en raison de l'ouragan Irene | Épreuve du marathon annulée en raison de l'ouragan Irene |
| 15e     | 2012 | Thomas Omwenga                                           | Kenya                                                    | 2 h 28 min 36 s                                          | Anne Jelagat                                             | Kenya                                                    | 2 h 53 min 40 s                                          |
| 16e     | 2013 | Evans Momanyi                                            | Kenya                                                    | 2 h 26 min 28 s                                          | Maryse Nault                                             | Canada                                                   | 2 h 54 min 48 s                                          |
| 17e     | 2014 | Evans Momanyi                                            | Kenya                                                    | 2 h 36 min 46 s                                          | Joanne Normand                                           | Canada                                                   | 3 h 06 min 34 s                                          |
| 18e     | 2015 | Christopher Zablocki                                     | États-Unis                                               | 2 h 25 min 34 s                                          | Joanne Normand                                           | Canada                                                   | 3 h 02 min 00 s                                          |
| 19e     | 2016 | Ebisa Merga Ejigu                                        | Éthiopie                                                 | 2 h 30 min 40 s                                          | Andrée Paquet                                            | Canada                                                   | 2 h 50 min 49 s                                          |
| 20e     | 2017 | Dadi Beyene Tesfaye                                      | Éthiopie                                                 | 2 h 23 min 14 s                                          | Lydia Orozco                                             | Espagne                                                  | 2 h 52 min 49 s                                          |
| 21e     | 2018 | Mohamed Aagab                                            | Maroc                                                    | 2 h 28 min 30 s                                          | Caroline Poitras                                         | Canada                                                   | 2 h 55 min 50 s                                          |
| 22e     | 2019 | David Mutai                                              | Kenya                                                    | 2 h 25 min 31 s                                          | Carolyn Shaw                                             | États-Unis                                               | 3 h 05 min 37 s                                          |
| -       | 2020 | Édition virtuelle en raison de la pandémie de Covid-19   | Édition virtuelle en raison de la pandémie de Covid-19   | Édition virtuelle en raison de la pandémie de Covid-19   | Édition virtuelle en raison de la pandémie de Covid-19   | Édition virtuelle en raison de la pandémie de Covid-19   | Édition virtuelle en raison de la pandémie de Covid-19   |
| -       | 2021 | Édition annulée en raison de la pandémie de Covid-19     | Édition annulée en raison de la pandémie de Covid-19     | Édition annulée en raison de la pandémie de Covid-19     | Édition annulée en raison de la pandémie de Covid-19     | Édition annulée en raison de la pandémie de Covid-19     | Édition annulée en raison de la pandémie de Covid-19     |
| 23e     | 2022 | David Mutai                                              | Kenya                                                    | 2 h 24 min 20 s                                          | Nadia Bolduc                                             | Canada                                                   | 2 h 57 min 56 s                                          |
| 24e     | 2023 | Simon Leblanc                                            | Canada                                                   | 2 h 27 min 57 s                                          | Catherine Royer                                          | Canada                                                   | 2 h 54 min 49 s                                          |
| 25e     | 2024 | Simon Leblanc                                            | Canada                                                   | 2 h 29 min 06 s                                          | Joanie Vadnais                                           | Canada                                                   | 2 h 52 min 12 s                                          |

### Demi-marathon
| Date | Vainqueur (homme)                                      | Pays                                                   | Temps                                                  | Vainqueur (femme)                                      | Pays                                                   | Temps                                                  |
| ---- | ------------------------------------------------------ | ------------------------------------------------------ | ------------------------------------------------------ | ------------------------------------------------------ | ------------------------------------------------------ | ------------------------------------------------------ |
| 2000 | François Marceau                                       | Canada                                                 | 1 h 13 min 13 s                                        | Marie-Helene Vandersmissen                             | Canada                                                 | 1 h 28 min 52 s                                        |
| 2001 | François Marceau                                       | Canada                                                 | 1 h 11 min 13 s                                        | Stephanie Andrews                                      | Royaume-Uni                                            | 1 h 22 min 56 s                                        |
| 2002 | Denis Cloutier                                         | Canada                                                 | 1 h 10 min 21 s                                        | Emily Le Van                                           | États-Unis                                             | 1 h 21 min 29 s                                        |
| 2003 | Mustapha Bennacer                                      | Algérie                                                | 1 h 03 min 28 s                                        | Atsuko Sugawara                                        | Japon                                                  | 1 h 19 min 35 s                                        |
| 2004 | Giittah Macharia                                       | Éthiopie                                               | 1 h 08 min 31 s                                        | Emily Le Van                                           | États-Unis                                             | 1 h 20 min 27 s                                        |
| 2005 | Danny Kassap                                           | Congo                                                  | 1 h 05 min 46 s                                        | Josiane Aboungono                                      | Royaume-Uni                                            | 1 h 20 min 23 s                                        |
| 2006 | Henry Githuk                                           | Kenya                                                  | 1 h 07 min 13 s                                        | Josiane Aboungono                                      | Gabon                                                  | 1 h 21 min 10 s                                        |
| 2007 | Giitah Macharia                                        | Éthiopie                                               | 1 h 08 min 25 s                                        | Josiane Aboungono                                      | Gabon                                                  | 1 h 23 min 29 s                                        |
| 2008 | Josephat Ongeri                                        | Kenya                                                  | 1 h 07 min 53 s                                        | Josiane Aboungono                                      | Gabon                                                  | 1 h 21 min 57 s                                        |
| 2009 | Kibet Rutto                                            | Kenya                                                  | 1 h 04 min 40 s                                        | Krista DuChene                                         | Canada                                                 | 1 h 19 min 14 s                                        |
| 2010 | Said Ali-Hadji                                         | Algérie                                                | 1 h 10 min 33 s                                        | Karine Lefebvre                                        | Canada                                                 | 1 h 21 min 56 s                                        |
| 2011 | Rejean Chiasson                                        | Canada                                                 | 1 h 11 min 06 s                                        | Lucy Njeri                                             | Kenya                                                  | 1 h 20 min 09 s                                        |
| 2012 | Josephat Ongeri                                        | Kenya                                                  | 1 h 06 min 23 s                                        | Lucy Njeri                                             | Kenya                                                  | 1 h 19 min 03 s                                        |
| 2013 | Baghdad Rachem                                         | Algérie                                                | 1 h 09 min 05 s                                        | Marie-Caroline Cote                                    | Canada                                                 | 1 h 24 min 43 s                                        |
| 2014 | Berhanu Degefa                                         | Kenya                                                  | 1 h 05 min 10 s                                        | Marilou Ferland-Daigle                                 | Canada                                                 | 1 h 24 min 56 s                                        |
| 2015 | Dancan Kasia                                           | Éthiopie                                               | 1 h 08 min 26 s                                        | Gabrielle Wheeler                                      | États-Unis                                             | 1 h 22 min 26 s                                        |
| 2016 | Anthony Larouche                                       | Canada                                                 | 1 h 07 min 50 s                                        | Jane Murage                                            | Kenya                                                  | 1 h 20 min 47 s                                        |
| 2017 | John Murray                                            | États-Unis                                             | 1 h 09 min 07 s                                        | Dehininet Jara                                         | Éthiopie                                               | 1 h 15 min 13 s                                        |
| 2018 | Jean Marie Vianney Uwajeneza                           | Rwanda                                                 | 1 h 07 min 36 s                                        | Salome Nyirarukundo                                    | Rwanda                                                 | 1 h 15 min 25 s                                        |
| 2019 | Jean Marie Vianney Uwajeneza                           | Rwanda                                                 | 1 h 08 min 40 s                                        | Karine Lefebvre                                        | Canada                                                 | 1 h 21 min 23 s                                        |
| 2020 | Édition virtuelle en raison de la pandémie de Covid-19 | Édition virtuelle en raison de la pandémie de Covid-19 | Édition virtuelle en raison de la pandémie de Covid-19 | Édition virtuelle en raison de la pandémie de Covid-19 | Édition virtuelle en raison de la pandémie de Covid-19 | Édition virtuelle en raison de la pandémie de Covid-19 |
| 2021 | Édition annulée en raison de la pandémie de Covid-19   | Édition annulée en raison de la pandémie de Covid-19   | Édition annulée en raison de la pandémie de Covid-19   | Édition annulée en raison de la pandémie de Covid-19   | Édition annulée en raison de la pandémie de Covid-19   | Édition annulée en raison de la pandémie de Covid-19   |
| 2022 | Jeremy Briand                                          | Canada                                                 | 1 h 07 min 08 s                                        | Caroline Pomerleau                                     | Canada                                                 | 1 h 16 min 58 s                                        |
| 2023 | Abdelaziz Baghazza                                     | Maroc                                                  | 1 h 08 min 14 s                                        | Caroline Pomerleau                                     | Canada                                                 | 1 h 18 min 41 s                                        |
| 2024 | Abdelaziz Baghazza                                     | Maroc                                                  | 1 h 07 min 40 s                                        | Élisa Morin                                            | Canada                                                 | 1 h 17 min 05 s                                        |

### 10 kilomètres
| Années | Vainqueur (homme)                                      | Pays                                                   | Temps                                                  | Vainqueur (femme)                                      | Pays                                                   | Temps                                                  |
| ------ | ------------------------------------------------------ | ------------------------------------------------------ | ------------------------------------------------------ | ------------------------------------------------------ | ------------------------------------------------------ | ------------------------------------------------------ |
| 2000   | David Savard-Gagnon                                    | Canada                                                 | 34 min 48 s                                            | Karine Lefebvre                                        | Canada                                                 | 38 min 34 s                                            |
| 2001   | Romain Ouellet                                         | Canada                                                 | 34 min 10 s                                            | Karine Lefebevre                                       | Canada                                                 | 38 min 42 s                                            |
| 2002   | Joseph Nsengiyumva                                     | Rwanda                                                 | 30 min 18 s                                            | Karine Lefebvre                                        | Canada                                                 | 37 min 48 s                                            |
| 2003   | Samuel Karanja                                         | Kenya                                                  | 29 min 59 s                                            | Diane Nukuri                                           | Burkina Faso                                           | 35 min 33 s                                            |
| 2004   | Anthony Gitau                                          | Canada                                                 | 33 min 42 s                                            | Shari Boyle                                            | Canada                                                 | 37 min 39 s                                            |
| 2005   | Abel Ondeyo                                            | Kenya                                                  | 30 min 04 s                                            | Karine Lefebvre                                        | Canada                                                 | 37 min 49 s                                            |
| 2006   | Baghdad Rachem                                         | Algérie                                                | 31 min 58 s                                            | Karine Lefebvre                                        | Canada                                                 | 38 min 48 s                                            |
| 2007   | Baghdad Rachem                                         | Algérie                                                | 30 min 56 s                                            | Karine Lefebvre                                        | Canada                                                 | 37 min 50 s                                            |
| 2008   | Baghdad Rachem                                         | Algérie                                                | 30 min 56 s                                            | Karine Lefebvre                                        | Canada                                                 | 37 min 40 s                                            |
| 2009   | Baghdad Rachem                                         | Algérie                                                | 31 min 28 s                                            | Andree-Anne Dumont                                     | Canada                                                 | 38 min 51 s                                            |
| 2010   | Baghdad Rachem                                         | Algérie                                                | 30 min 32 s                                            | Catherine Cormier                                      | Canada                                                 | 34 min 15 s                                            |
| 2011   | Baghdad Rachem                                         | Algérie                                                | 32 min 28 s                                            | Catherine Cormier                                      | Canada                                                 | 36 min 02 s                                            |
| 2012   | Evans Maiko                                            | Kenya                                                  | 31 min 30 s                                            | Ingrid Cluzeau                                         | Canada                                                 | 37 min 42 s                                            |
| 2013   | Jacques Mongeau                                        | Canada                                                 | 34 min 10 s                                            | Josée Picard-Arsenault                                 | Canada                                                 | 36 min 57 s                                            |
| 2014   | Keven Bedard                                           | Canada                                                 | 33 min 16 s                                            | Catherine Cormier                                      | Canada                                                 | 34 min 26 s                                            |
| 2015   | Kyle Wyatt                                             | États-Unis                                             | 32 min 10 s                                            | Catherine Cormier                                      | Canada                                                 | 35 min 54 s                                            |
| 2016   | Alexandre Ricard                                       | Canada                                                 | 32 min 30 s                                            | Andrée-Anne Dumont                                     | Canada                                                 | 38 min 11 s                                            |
| 2017   | Emmanuel Boisvert                                      | Canada                                                 | 31 min 12 s                                            | Anne-Marie Comeau                                      | Canada                                                 | 34 min 27 s                                            |
| 2018   | Charles Philibert-Thiboutot                            | Canada                                                 | 31 min 58 s                                            | Laurence Bouchard                                      | Canada                                                 | 39 min 04 s                                            |
| 2019   | Pier-Olivier Laflamme                                  | Canada                                                 | 30 min 57 s                                            | Anne-Marie Comeau                                      | Canada                                                 | 34 min 36 s                                            |
| 2020   | Édition virtuelle en raison de la pandémie de Covid-19 | Édition virtuelle en raison de la pandémie de Covid-19 | Édition virtuelle en raison de la pandémie de Covid-19 | Édition virtuelle en raison de la pandémie de Covid-19 | Édition virtuelle en raison de la pandémie de Covid-19 | Édition virtuelle en raison de la pandémie de Covid-19 |
| 2021   | Édition annulée en raison de la pandémie de Covid-19   | Édition annulée en raison de la pandémie de Covid-19   | Édition annulée en raison de la pandémie de Covid-19   | Édition annulée en raison de la pandémie de Covid-19   | Édition annulée en raison de la pandémie de Covid-19   | Édition annulée en raison de la pandémie de Covid-19   |
| 2022   | Félix Bourdages                                        | Canada                                                 | 33 min 47 s                                            | Mélissa Chénard                                        | Canada                                                 | 39 min 32 s                                            |
| 2023   | Christopher Busset                                     | Canada                                                 | 32 min 37 s                                            | Marie-Michèle Gagné                                    | Canada                                                 | 41 min 08 s                                            |
| 2024   | Christopher Busset                                     | Canada                                                 | 31 min 53 s                                            | Salome Nyirarukundo                                    | Rwanda                                                 | 34 min 39 s                                            |